# Speciální muzeologie
Speciální muzeologie představuje způsob aplikace muzeologických principů v rámci jednotlivých vědních oborů zastoupených v muzeích. Dochází k prolnutí muzeologických postupů a specifického oborového přístupu.
Na jedné straně obecná muzeologie zkoumá běžný vztah člověka k realitě, kterou tvoří sběratelství, ochrana a dokumentace předmětů, které tuto realitu vystihují. Oproti tomu speciální muzeologie aplikuje tyto poznatky na jednotlivé vědní obory a to především na archeologii, etnografii, výtvarné umění, historii, technologii a přírodní vědy.

## Druhy speciálních muzeologii

### Archeologická muzeologie
Zpracovává výsledky archeologických výzkumů. Zabývá se výzkumem hmotných dokladů pod zemí/pod vodou, hlavně artefakty, ale též naturfakty. Archeologické průzkumy může ze zákona provádět Archeologický ústav Akademie věd ČR, muzea, soukromé firmy a vysoké školy s povolením Ministerstva kultury. O nálezy jsou tyto instituce povinny se náležitě starat a vhodně je uložit – proto je většinou předávají do muzeí, kde se tento materiál hromadí a odborně zpracovává.

### Etnografická muzeologie
Dále ji dělíme na etnologii – srovnávací studie všech kultur, etnografii – zkoumá jednu konkrétní kulturu a národopis – zkoumá vesnickou kulturu. Etnografická dokumentace shromažďuje hmotné dokumenty lidové kultury vesnic, život šlechty a měst. Při dokumentaci se uplatňují tři faktory – hodnota historická – vázaná na momenty vývoje, hodnota estetická – úroveň řemeslného zpracování a hodnota etnografická – odlišnost kultur na území různých regionů.

### Muzeologie výtvarného umění (včetně uměleckého řemesla)
Zabývá se hlavně artefakty sbírané podle estetického hlediska, chybí však doklad o působení děl. Také nepokrývá celou oblast, ale soustřeďuje se na špičková díla. Užité umění je náplní činnosti uměleckoprůmyslových muzeí.

### Historická muzeologie
Zabývá se hmotnými dokumenty týkajícími se vývoje společnosti a prostředí. Zachycuje hlavně významné historické události. Sbírky i dokumentace jsou interdisciplinární. 
Historická muzeologie ovlivňuje také způsob dokumentace ostatních oborů. 

### Technologická muzeologie
Je prostředkem hlavně pro technická muzea, pro dokumentaci technických výrobků, exaktních věd, ale také osobností vědy a techniky. Jedná se o funkční exponáty názorně demonstrující činnost mechanismu. Může být multioborová nebo jednooborová.

### Muzeologie přírodních věd
Dlouho pracovala na základě taxonomického hlediska (rozdělení dokumentů na základě druhové příslušnosti), dnes je více ovlivněna ochranou přírody. Vzájemnými vztahy různých přírodních druhů k prostředí, též vlivem člověka na skladbu ekosystému, ať už pozitivní nebo negativní.